# Pinzano al Tagliamento
Die Gemeinde Pinzano al Tagliamento  (furlanisch Pinçan) liegt in Nordost-Italien in der Region Friaul-Julisch Venetien. Sie liegt östlich von Pordenone und hat 1519 Einwohner (Stand 31. Dezember 2023).
Die Gemeinde umfasst neben dem Hauptort Pinzano al Tagliamento sieben weitere Ortschaften und Weiher: Borgo Ampiano, Borgo Mizzari, Campeis, Chischjel, Cja Ronc, Colat und Colle. Die Nachbargemeinden sind Castelnovo del Friuli, Clauzetto, Forgaria nel Friuli, Ragogna, San Daniele del Friuli, Sequals, Spilimbergo, Travesio und Vito d’Asio.
Sie liegt am Tagliamento, der seit 1906 von der Ponte di Pinzano und ihrem späteren Ersatzbau überbrückt wird.
Im Bahnhof Pinzano traf die Bahnstrecke Casarsa–Pinzano auf die Bahnstrecke Gemona del Friuli–Sacile.